# Гусман, Израиль Борисович
Израиль Борисович Гусман (18 августа 1917, Нижний Новгород — 29 января 2003, там же) — советский и российский дирижер и педагог, народный артист РСФСР (1978), профессор Нижегородской консерватории.

## Биография
Родился 18 августа 1917 года в Нижнем Новгороде в семье известного музыкального критика Бориса Евсеевича Гусмана. Вскоре семья Гусмана переехала в Москву. В 1931 году Израиль Борисович окончил музыкальное училище имени Гнесиных и поступил на военно-дирижёрский факультет Московской консерватории. В годы учёбы он начал работать в оркестре Музыкального театра им. В. И. Немировича-Данченко, затем в оркестре Московской филармонии. Служил в РККА с 1938 по 1940, позже был вновь призван вновь в 1941 году. Участник Великой Отечественной войны с 1942 года.
В 1943 году Гусман был назначен руководителем оркестра 4-го Украинского фронта. Давал концерты для частей фронта и населения на Украине, в Польше, Чехословакии и Германии. В 1946 году стал лауреатом Всесоюзного смотра молодых дирижёров в Ленинграде.
С 1947 года Гусман возглавлял оркестр Харьковской филармонии. Начиная с этого времени, он сочетал исполнительскую деятельность с педагогической.
В 1957—1987 годах И. Б. Гусман возглавлял симфонический оркестр Горьковской (ныне Нижегородской) филармонии. Стал одним из главных организаторов первого в СССР фестиваля «Современная музыка», который регулярно проводился с 1962 года. Дирижёрскому мастерству у Гусмана учились М. Л. Ростропович и В. Т. Спиваков.
В 1963—1964 годах работал дирижёром в Большом театре, дирижировал в постановках опер «Пиковая дама» и «Борис Годунов». В 1963—1964 годах как приглашённый дирижёр он выступал с крупнейшими симфоническими коллективами СССР (Государственным оркестром, Большим симфоническим оркестром Центрального телевидения, оркестром Ленинградской филармонии, государственными оркестрами Украины, Белоруссии, Балтии и другими). Не раз выступал за рубежом. Стал одним из главных организаторов первого в СССР фестиваля «Современная музыка», который регулярно проводился с 1962 года.
В 1978 году И. Б. Гусману было присвоено звание народного артиста РСФСР, в 1981 году — профессора Горьковской консерватории. В 1996 году Гусману было присвоено звание «Почётный гражданин Нижегородской области».
Скончался в Нижнем Новгороде 29 января 2003 года. Похоронен там же на Бугровском кладбище.

## Семья
- Жена — Лилия Дроздова (1927—2011), актриса[1].

## Награды
- Орден Отечественной войны II степени (1945) — приказом ВС 4-го украинского фронта №: 115/н от: 22.04.1945 года начальник учебного оркестра 4-го украинского фронта капитан административной службы Гусман награждён орденом Отечественной войны 2-й степени за проведение свыше 100 концертов в боевых порядках войск в период Карпатской операции и подготовку им лично 35 музыкантов, позднее направленных в войска[2]
- Орден Отечественной войны II степени (1985)[3]
- Орден Трудового Красного знамени
- Медаль «За оборону Москвы»
- Медаль «За победу над Германией»
- Почётный гражданин Нижегородской области (1996)

## Память
В июне 2004 года на стене дома № 6 по улице Варварской в Нижнем Новгороде была установлена мемориальная доска И. Б. Гусмана. В церемонии открытия приняли участие Г. П. Вишневская, М. Л. Ростропович, Л. С. Дроздова (народная артистка РФ, вдова И. Б. Гусмана), художественный руководитель Нижегородской филармонии О. Н. Томина и другие известные деятели культуры Нижнего Новгорода.
Мемориальная доска в виде открытого рояля выполнена из чёрного мрамора. В верхней части доски на фоне нотного стана — погрудное изображение И. Б. Гусмана за дирижёрским пультом. Ниже золотом высечен текст: «В этом доме с 1970 по 2003 год жил выдающийся дирижёр и музыкальный деятель, народный артист России, Почётный гражданин Нижегородской области Гусман Израиль Борисович».